# Barabás (település)
Barabás község Szabolcs-Szatmár-Bereg vármegyében, a Vásárosnaményi járásban.

## Fekvése
A vármegye északkeleti peremén fekszik, közvetlenül a magyar–ukrán határ mellett.
A közvetlen szomszédos települések, a határ magyar oldalán: délkelet felől Beregdaróc, dél felől Gelénes, délnyugat felől Vámosatya és Tiszavid, nyugat felől pedig Tiszaadony és Tiszakerecseny. Közigazgatási határa északon több mint 17 kilométer hosszban egybeesik az államhatárral, a legközelebbi település abban az irányban Mezőkaszony (Косонь).

### Megközelítése
A község az ország belsőbb részei felől három irányból érhető el: Tiszaadony érintésével a 4121-es, Vámosatya felől a 4123-as, Csaroda-Gelénes felől pedig a 4124-es úton. A 4121-es út a település közigazgatási területén határátkelőhellyel rendelkezik, amelyet 2006-ban adtak át.

## Története
Barabás az Árpád-kor óta lakott település. Nevét fennmaradt oklevelek 1288-ban említik először mint a Várdaiak és a Barabási család birtokát.
1403-ban Zsigmond király hűtlenség miatt elvette a Barabási család tagjaitól és egy részét Guthi Boldizsárnak, majd a másik részét 1406-ban Haraszthy Balázsnak adományozta. Az 1400-as évek végén az Upor, a Guthi Országh, a Beregi, a Perényi, a Károlyi, a Pocsaj és a Surányi család is birtokosai közé tartozott.
1512-ben a Perényi család két ága osztozkodott rajta.
A 16-17. században a Beregi és a Guthi család birtoka volt, de  nőági örökségként és zálogjog címén a Rozsályi Kún,  a Vay, a Makrai, a  Dessewffy és a Daróczy családo is birtokosai közé tartozott.
A 18. században birtokosa volt még a Péchy, a Lónyay és a gróf Degenfeld család.
A jobbágyfelszabadítás idején a Bárczay, a Lipcsey és a Somossy családnak volt birtoka a településen.
A trianoni békeszerződés előtt Bereg vármegye Mezőkaszonyi járásához tartozott.

## Népesség
A település népességének változása:
| Lakosok száma | 846  | 831  | 916  | 991  | 793  | 799  | 788  |
|               | 2013 | 2014 | 2015 | 2021 | 2022 | 2023 | 2024 |

2001-ben a település lakosságának 99%-a magyar, 1%-a cigány nemzetiségűnek vallotta magát.
A 2011-es népszámlálás során a lakosok 87%-a magyarnak, 4,8% cigánynak, 0,3% németnek, 0,7% ukránnak mondta magát (13% nem nyilatkozott; a kettős identitások miatt a végösszeg nagyobb lehet 100%-nál). A vallási megoszlás a következő volt: római katolikus 6,5%, református 69,3%, görögkatolikus 3,2%, felekezeten kívüli 4,1% (16,3% nem válaszolt).
2022-ben a lakosság 91%-a vallotta magát magyarnak, 4,2% ukránnak, 0,6% cigánynak, 0,5% lengyelnek, 0,4% németnek, 0,3% ruszinnak, 0,1% románnak, 0,8% egyéb, nem hazai nemzetiségűnek (8,7% nem nyilatkozott; a kettős identitások miatt a végösszeg nagyobb lehet 100%-nál). Vallásuk szerint 7,2% volt római katolikus, 56,7% református, 3,9% görög katolikus, 1,6% ortodox, 0,9% egyéb keresztény, 4,7% felekezeten kívüli (24,7% nem válaszolt).

## Közélete

### Polgármesterei
- 1990–1994: Daróczy Pál (független)[6]
- 1994–1998: Daróczy Pál (független)[7]
- 1998–2002: Daróczy Pál (Fidesz)[8]
- 2002–2006: Daróczy Pál (független)[9]
- 2006–2010: Daróczy Pál (független)[10]
- 2010–2014: Daróczi Gábor (független)[11]
- 2014–2019: Daróczi Gábor (független)[12]
- 2019–2024: Daróczi Gábor (független)[13]
- 2024– : Daróczi Gábor (független)[1]

## Nevezetességei
- Református temploma a középkorban épült, tornyát a 15. században emelték, majd később barokk stílusban átépítették.

## Természeti értékei
- Kaszonyi-hegy Természetvédelmi Terület

Nevét a szomszédos Ukrajna területéhez csatolt Mezőkaszony településről kapta.
A hegyen - amely csak nevében hegy, a valóságban kisebb dombnak mondható - kőbányászat folyik, csak a bányaművelés szüneteiben látogatható.
A 160 hektáros védett terület gazdag madárvilággal rendelkezik. A nyaranta itt táborozó természetvédők közel 70 fajt számoltak össze a környéken.
A hegynek és környékének klímája - a Kárpátok közelsége miatt - az átlagosnál hűvösebb, párásabb.
Növényvilága is inkább kárpáti jellegeket mutat.